# Saint-Vigor-des-Monts
Saint-Vigor-des-Monts è un comune francese di 294 abitanti situato nel dipartimento della Manica nella regione della Normandia.

## Società

### Evoluzione demografica
Abitanti censiti